# Национальный совет церквей Австралии
Национальный совет церквей Австралии (англ. National Council of Churches in Australia, NCCA) — экуменическая организация, объединяющая ряд христианских церквей Австралии.
Совет работает в сотрудничестве с экуменическими советами штатов Австралии, член Всемирного совета церквей, Христианской конференции Азии и партнер других национальных экуменических организаций на других континентах. Основан в 1994 году.

## История
В начале XX века в Австралии в экуменической деятельности участвовали Австралийское студенческое христианское движение, образованное в 1896 году, и Национальный миссионерский совет, созданный в 1926 году. Организованный экуменизм в Австралии на уровне национальной церкви был впервые официально оформлен через Австралийский комитет Всемирного совета церквей в 1946 году, и первоначально это движение охватывало только англиканскую и протестантскую церкви. Однако в 1960-х и 70-х годах к экуменическому движению присоединились Православная церковь и Древневосточная Православная церковь. Движение получило название «Австралийский совет церквей». После Второго Ватиканского собора Римско-католическая церковь в Австралии начала изучать возможности взаимоотношений с другими церквями, и 1994 году на смену комитету пришел Национальный совет церквей Австралии, членом которого стала католическая церковь.

## Церкви в составе совета
Совет состоит из 18 церквей-членов:
| Член церкви                                | Глава церкви                                     |
| ------------------------------------------ | ------------------------------------------------ |
| Англиканская церковь Австралии             | Архиепископ Джеффри Смит                         |
| Антиохийская Православная Церковь          | Архиепископ Базилиос Кодсейе                     |
| Армянская Апостольская Церковь             | Архиепископ Айгазун Наджарян                     |
| Ассирийская церковь Востока                | Архиепископ Мар Меэлис Зая                       |
| Китайская методистская церковь в Австралии | Епископ Пуонг Кионг (Милтон) Ни                  |
| Церкви Христа в Австралии                  | Преподобный доктор Роб Нюхейс                    |
| Конгрегационалистская федерация Австралии  | Мириама Лаумеа                                   |
| Коптская православная церковь              | Епископ Даниил и преподобный отец Даниил Габриал |
| Греческая Православная Церковь             | Архиепископ Макариос Гринезакис                  |
| Индийская православная церковь             | Епископ Юханон Мар Диаскорос                     |
| Лютеранская церковь Австралии              | Епископ Пол Смит                                 |
| Церковь Мар Тома                           | Преподобный Мэтьюз Мар Макариос Епископа         |
| Религиозное общество друзей (квакеров)     | Брюс Генри                                       |
| Римская католическая церковь               | Архиепископ Тимоти Костелло                      |
| Румынская Православная Церковь             | Епископ Михаил (Филимон)                         |
| Сирийская Православная Церковь             | Архиепископ Мор Малатиус Малки Малки             |
| Армия Спасения                             | Комиссар Мириам Глуяс                            |
| Объединяющая церковь в Австралии           | Преподобный Шэрон Холлис                         |

### Президенты
| 2022-настоящее время | Преподобный Джон Гилмор   | Церкви Христа                    |
| 2016 — 2022 гг.      | Епископ Филип Хаггинс     | Англиканская церковь             |
| 2013 — 2016 гг.      | Преподобный Майк Семмлер  | Лютеранская церковь Австралии    |
| 2009 — 2013 гг.      | Епископ Майкл Патни       | Римская католическая церковь     |
| 2006 — 2009 гг.      | Епископ Ричард Эпплби     | Англиканская церковь             |
| 2003 — 2006 гг.      | Преподобный Джеймс Хейр   | Объединяющая церковь в Австралии |
| 1999 — 2001 гг.      | Преподобный Лэнс Стейке   | Лютеранская церковь              |
| 1997 — 1999 гг.      | Архиепископ Джон Батерсби | Римская католическая церковь     |
| 1994 — 1997 гг.      | Архиепископ Аган Балиозян | Армянская Апостольская Церковь   |

### Генеральные секретари
| Год                    | Имя                     |
| ---------------------- | ----------------------- |
| 2020 — настоящее время | Лиз Стоун               |
| 2015-2018 гг.          | Сэр Элизабет Делани SGS |
| 2009 — 2014 гг.        | Тара Керльюис           |
| 2001 — 2009 гг.        | Джон Хендерсон          |
| 1994 — 2001 гг.        | Дэвид Гилл              |

Источник: веб-сайт Национального совета церквей Австралии.